# Pieter A. Vermeer
Pieter Anne Vermeer (* 25. Juli 1944 in Leeuwarden) ist ein niederländischer Geotechniker und inzwischen emeritierter Professor an der Universität Stuttgart.

## Leben
Vermeer studierte an der TU Delft Bauingenieurwesen mit dem Diplomabschluss 1972. Danach arbeitete er mehrere Jahre in der Trinkwassergewinnung und wandte sein Interesse der Forschung in Bodenmechanik und Grundbau zu. 1980 wurde er an der TU Delft bei Arnold Verruijt promoviert (Formulation and Analysis of Sand deformation problems). Ab 1986 war er Dozent an der TU Delft. 1988 war er Gastprofessor an der University of Minnesota und 1989 am Institut für Mechanik (INPG) in Grenoble. 1994 wurde er als Nachfolger von Ulrich Smoltczyk Professor an der Universität Stuttgart und blieb dies bis 2009.
Er beschäftigt sich insbesondere mit Stoffgesetzen und numerischer Modellierung (Finite Elemente) in der Geotechnik mit Anwendungen etwa bei Tunneln, tiefen Baugruben und Dammbau. Ab 1989 war er an der TU Delft Leiter der Entwicklung des geotechnischen kommerziellen Computerprogramms Plaxis.

## Schriften
- Materialmodelle in der Geotechnik und ihre Anwendung. In: E. Ramm, Erwin Stein, W. Wunderlich (Hrsg.): Finite Elemente in der Baupraxis. (FEM 95, Stuttgart), Ernst und Sohn, Berlin 1995.